# Miguel de la Quadra-Salcedo
Miguel de la Quadra-Salcedo y Gayarre (Madrid, 30 de abril de 1932-Madrid, 20 de mayo de 2016) fue un reportero, promotor cultural y atleta español, especializado en pruebas de lanzamiento. Fundó y dirigió el programa de estudios y aventuras Aventura 92, posteriormente conocido como Ruta Quetzal. En su DNI indicaba que era «giróvago» de profesión.
El 19 de mayo de 2018, coincidiendo con el 2.º aniversario de su fallecimiento, se inauguró una escultura en su honor a cargo de Víctor Ochoa en la pista de atletismo de la Ciudad Universitaria de Madrid.

## Infancia y juventud
Hijo primogénito de los seis que tuvo el matrimonio formado por Estanislao de la Quadra-Salcedo y Arrieta-Mascarúa (1908-1938) y María Gayarre y Galbete, era primo de Tomás de la Quadra-Salcedo, así como de José Javier de la Quadra-Salcedo y Miranda, marqués de los Castillejos. Aun siendo madrileño de nacimiento, él siempre se reconoció como vasco-navarro.
Siendo niño, a los cinco años, sus padres se trasladaron a vivir a Pamplona, la capital navarra. Estudió en el Colegio San Francisco Javier de los Jesuitas en Tudela (Navarra). Estudió la carrera de perito agrícola, pero destacó más como atleta.

## Atleta
Durante casi toda su carrera deportiva compitió sin equipo como independiente. En el año 1960 formó parte de la sección de Atletismo del Real Madrid C. F. Durante su carrera deportiva consiguió un total de nueve campeonatos de España: seis en disco, dos en peso y uno en lanzamiento de martillo, además de varias plusmarcas nacionales en lanzamiento de martillo y disco. También participó en los Juegos Olímpicos de Roma 1960, representando a España.
Batió la plusmarca mundial de jabalina con una técnica adaptada por Félix Erausquin, la del lanzamiento de barra vasca. Ante la peligrosidad que ofrecía esta técnica para lanzadores inexpertos, la IAAF se vio en la obligación de modificar el reglamento por dos veces, incluyendo en el reglamento que ni el lanzador ni la jabalina podían estar orientados en ningún momento del lanzamiento de espaldas a la zona de lanzamiento. Esta marca no se homologó pese a ser la modificación posterior al lanzamiento.

### Palmarés nacional
Lanzamiento de peso
- Campeón de España juvenil en 1952 (12,57m).

Lanzamiento de disco
- 7 plusmarcas de España en lanzamiento de disco: (45,91m - 46,87m - 47,22m - 47,30m - 48,93m - 50,13m - 51,00m).
- 6 veces campeón de España en lanzamiento de disco: 1953 (43,05m), 1955 (44,32m), 1956 (47,41m), 1958 (45,20m), 1959 (44,68m) y 1960 (48,23m).
- Subcampeón de España en el año 1952: (39,42m).
- Medalla de plata en disco en los Juegos Estudiantiles internacionales de Luxemburgo 1951 (40,58m).
- Medalla de bronce en disco en los Juegos Estudiantiles internacionales de Dortmund 1953 (44,85m).
- Campeón de España juvenil en 1952 (42,36m).

Lanzamiento de martillo
- 7 plusmarcas de España de martillo: (47,24m - 47,54m - 47,74m - 47,79m - 48,35m - 49,11m - 49,25m).
- Campeón de España de lanzamiento de martillo en 1956 (49,25m).
- Subcampeón en 1955 (42,69 m).

### Palmarés internacional
- 18 veces internacional absoluto.
- Suiza-España celebrado en Lausana (1951) en lanzamiento de disco.
- España-Alemania Federal celebrado en Madrid (1954) en lanzamiento de disco.
- España-Francia celebrado en San Sebastián (1954) en lanzamiento de peso, disco y martillo.
- Sarre-España celebrado en Sarrebrucken (1955) en lanzamiento de peso y disco.
- Luxemburgo-España celebrado en Luxemburgo (1955) en lanzamiento de peso y disco.
- España-Sarre celebrado en Madrid (1956) en lanzamiento de disco.
- Portugal-España celebrado en Lisboa (1956) en lanzamiento de peso, disco y martillo.
- Francia sur-España celebrado en Limoux (1956) en lanzamiento de peso y disco.
- España-Bélgica-Portugal celebrado en Barcelona (1957) en lanzamiento de peso y disco.
- Portugal-España celebrado en Lisboa (1958) en lanzamiento de disco.
- Bélgica-España-Dinamarca celebrado en Bruselas (1958) en lanzamiento de disco.
- Francia sur-España celebrado en Mónaco (1958) en lanzamiento de disco.
- España-Portugal celebrado en San Sebastián (1959) en lanzamiento de disco.
- Austria-España celebrado en Viena (1959) en lanzamiento de disco.
- España-Suiza celebrado en Barcelona (1959) en lanzamiento de disco.
- Suiza-España-Francia B celebrado en Ginebra (1960) en lanzamiento de disco.
- Medalla de bronce de lanzamiento de peso en los Juegos Iberoamericanos de Santiago de Chile de 1960 (14,72m) y 4.ª plaza en lanzamiento de disco.
- Juegos Olímpicos celebrados en Roma (1960) en lanzamiento de disco.
- 2 veces internacional universitario destacando su participación en la Universiada celebrada en Turín (1959) en lanzamiento de disco.

### Marcas personales[7]
- Lanzamiento de peso: 14,37m en Poitiers el 26 de agosto de 1956.
- Lanzamiento de disco: 51,00m en San Sebastián el 8 de agosto de 1960.
- Lanzamiento de martillo: 49,25m en Oviedo el 25 de julio de 1956.
- Lanzamiento de jabalina: 48,60m en 1958.
- Lanzamiento de jabalina estilo español o Erausquin: A finales de los años 50, Miguel de la Quadra-Salcedo utilizando el "estilo español " o estilo "Erausquin", técnica adaptada por Félix Erausquin de la barra vasca consiguió una marca de 82,80 m en Madrid el 21 de septiembre de 1956, superando ampliamente el récord español y también el récord mundial de la época. Posteriormente, de la Quadra traspasaría en varias ocasiones la barrera de los 100 metros, quedando su máxima marca en 112’30, la mayor distancia jamás alcanzada. Pero la IAAF prohibió la técnica por peligrosa para los Juegos Olímpicos de Melbourne 1956 y anuló todos los registros previos, de todas formas el equipo español no acudió como protesta por la represión de la revolución húngara. En exhibiciones posteriores de carácter no oficial parece ser que superó esta marca ampliamente.

## Periodista
Desde 1961 hasta 1963, trabajó como etnobotánico en la selva del río Amazonas a sueldo del Gobierno colombiano. A su vuelta a España, en 1963, fue contratado por Televisión Española como reportero. En su primer trabajo tuvo que cubrir la información de la crisis de la República Democrática del Congo, donde estuvo al borde de la muerte (fue condenado a muerte) por haber rodado el fusilamiento de trescientos prisioneros.
Como corresponsal de TVE cubrió la guerra de Vietnam y el golpe de Estado del 11 de septiembre de 1973 en Chile, perpetrado por las Fuerzas Armadas de Chile, encabezadas por el general Augusto Pinochet, entre otros muchos acontecimientos. A lo largo de su carrera profesional tuvo ocasión de entrevistar a innumerables personajes relevantes del siglo XX, como el Dalái lama, Salvador Allende, Indira Gandhi y Pablo Neruda, entre otros. También trabajó en La Actualidad Española, formando equipo con Félix Rodríguez de la Fuente y el periodista César Pérez de Tudela.

## Vida personal
En 1965 contrajo matrimonio en Tokio con Marisol de Asumendi, con quien tuvo tres hijos: Rodrigo, Sol e Íñigo.

## Ruta Quetzal
Su última iniciativa profesional nació en 1979, cuando creó el programa Aventura 92, patrocinado por Banesto, luego denominado Ruta Quetzal, y que luego llevó el nombre oficial de Ruta BBVA por su patrocinador, el banco BBVA, hasta junio de 2016, cuando tras su muerte, el BBVA dejó de patrocinar la Ruta. Se trataba de un programa que fue declarado de Interés Universal por la Unesco, y que consistía en intercambios entre jóvenes de 58 países para poder realizar viajes de estudio geográfico, histórico y medioambiental por América Latina. Desde 1979 a 2016, el programa becó a más de 7000 jóvenes. El programa se desarrolló desde 1979 a 2016 y reunía cada junio y julio, durante 45 días, a jóvenes de 16 y 17 años en un viaje de ida y vuelta entre América Latina y España.
Junto a sus hijos Rodrigo, Sol e Íñigo, De la Quadra-Salcedo creó en 1994, la Fundación 2092 para la Organización de Expediciones Geográficas y Científicas, relativas a las futuras celebraciones del sexto centenario de la colonización de América, que tendrán lugar en el citado año.

## Trayectoria en televisión
- A toda plana (1965-1967).
- Aventura (1969).
- Los reporteros (1974-1976).
- El mundo en acción (1976-1978).
- Españoles en el Pacífico (1980).
- A la caza del tesoro (1984).
- Aventura 92 (1988-1992).
- Ruta Quetzal (1993).

## Fallecimiento
Miguel de la Quadra-Salcedo falleció en su casa de Madrid el 20 de mayo de 2016 a los 84 años. Su muerte fue seguida de varias manifestaciones de estima en los medios por parte de antiguos colaboradores y compañeros de profesión.

## Premios y condecoraciones
En el año 2000, se le otorgó el premio Nacional de la Sociedad Geográfica Española. En 2005, la Asociación de Amigos de Miguel de la Quadra-Salcedo (AdAMIQUS) propuso la concesión a De la Quadra-Salcedo del Premio Príncipe de Asturias de la Concordia. De nuevo, en 2009, y con apoyo de la organización de Ruta Quetzal-BBVA se vuelve a pedir dicho premio. En esta ocasión, el premio recaería en la ciudad de Berlín, que cumplía dos décadas desde que se derribase el Muro de Berlín.
El 26 de mayo de 2009, el Gobierno de Navarra le concede la medalla de la Cruz de Carlos III el Noble de Navarra como reconocimiento público a la contribución al progreso de Navarra y a la proyección exterior de la Comunidad Foral.
En 2012 fue reconocido por la Junta de Extremadura con la Medalla de Extremadura, máxima distinción institucional de la comunidad autónoma.
En 2014 el Ministerio de Asuntos Exteriores y de Cooperación le concedió la Encomienda de número de la Orden de Isabel la Católica.
- Encomienda de la Orden del Mérito Civil.
- Medalla al Mérito Agrícola.
- Premio Ondas (1973), Nacionales de Televisión.
- Antena de Oro (1968) por A toda plana.
- Antena de Oro Extraordinaria (2002).
- Premio ATV (2004) por su Trayectoria Profesional.
- Premio periodismo Pueblo por Tres años en el Amazonas.
- Premio Nacional de Televisión por Managua y el terremoto.
- Premio Nacional de Televisión por Camaño y los marines.
- Premio Internacional de la crítica de Televisión en el Festival de Cannes por La muerte del Che Guevara.
- Premio Internacional de Televisión por La larga marcha de los eritreos.
- Medalla de plata de la Real Orden del Mérito Deportivo.
- Orden de Antonio José de Irisarri (2006).
- Premio Ítaca a su trayectoria, otorgado por la Facultad de Ciencias de la Comunicación (UAB).
- Premio Turismo de Las Encartaciones, Vizcaya (2007).
- Gran Cruz de la Orden del Dos de Mayo, Madrid (2008).
- Cruz de Carlos III el Noble de Navarra, Pamplona (2009).
- Premio Plus es más Personaje Intergeneracional, Madrid (2010).
- Medalla de Extremadura, Mérida (2012).
- Huésped de Honor de la Villa de Posadas (28 de febrero de 2014).
- Orden Civil de Alfonso X el Sabio, Madrid (20 de mayo de 2016, título póstumo).[12]

## Homenajes y distinciones
- En 2014 se dedicó a Miguel de la Quadra Salcedo Homenaje un concierto en el Real Casino de Madrid al conmemorarse sus 30 años al frente de la Ruta con la colaboración de antiguos expedicionarios componentes del Aula de Música Aventura 92, Ruta Quetzal, Ruta BBVA.[13]
- En 2016 se le dedicó un homenaje a Miguel de la Quadra-Salcedo en la Facultad de Ciencias de la Información de la Universidad Complutense de Madrid, y la intervención de su mujer Marisol Asumendi y su hijo Rodrigo de la Quadra-Salcedo, los periodistas Sara Lozano, Jon Ariztimuño, Jota Abril, Jesús Garrido y Arturo Gómez Quijano en el que se ofrecieron los testimonios ruteros vividos junto al explorador: Vicente Gómez Encinas y Jesús Luna (Jefes de Campamento hasta su muerte) y expedicionarios como el artista Érick Mirabal, Javier Armentia, Celia Caballero, Mercedes Martel, Ana Bullón, Carla Taboada, Jesús Soria, Ángel Colina, Rocío Gayarre y Carlos Pecker, entre otros. El homenaje estuvo amenizado por los Titiriteros Libélula que habían acompañado a la Ruta Quetzal en sus expediciones.[14]

- El 6 de agosto de 2022 se le dedicó una placa en Aguilar de la Frontera, Córdoba, por el programa Proyecto Vuelta al Mundo (VaM) donde también tiene dedicada una calle con su nombre.

## Escultura en la Ciudad Universitaria de Madrid
En 2017 se inició el proyecto #RecordandoaMiguel, iniciativa de la Asociación Española de Estadísticos de Atletismo (AEEA) para construir una escultura dedicada a Miguel de la Quadra-Salcedo a cargo de Víctor Ochoa en la pista de atletismo de la Universidad Complutense de Madrid, ubicada en la Ciudad Universitaria. El grupo multidisciplinar de trabajo estuvo integrado por la AEEA, la Universidad Complutense y Víctor Ochoa, siendo coordinado por Carlos Beltrán y Miguel Calvo. El proyecto contó con el apoyo institucional del CSD, el COE y la RFEA, además del beneplácito de la familia Quadra-Salcedo. 
Tras pasar por una fase de crowdfunding en la que se recaudaron 38.290 euros (después de haberse modificado el presupuesto inicial de 59.800), la inauguración de la escultura se realizó el 19 de mayo de 2018, coincidiendo además con el Memorial de Atletismo Miguel de la Quadra-Salcedo. La ejecución de la obra estuvo dirigida por Eva María Pérez Cano y contó con la participación de alumnado de la Facultad de Bellas Artes de la Universidad de Granada.